# أرسينيو سنيجيرس
أرسينيو سنيجيرس (بالهولندية: Arsenio Snijders)‏ هو لاعب كرة قدم هولندي، ولد في 20 يونيو 1990 في أمستردام في هولندا. لعب مع ألميره سيتي.

## وصلات خارجية
- أرسينيو سنيجيرس على موقع قاعدة بيانات كرة القدم.إي يو (الإنجليزية)
- أرسينيو سنيجيرس على موقع Soccerway.com (الإنجليزية)
- أرسينيو سنيجيرس على موقع عالم كرة القدم.نت (الإنجليزية)